# Ponches-Estruval
Ponches-Estruval település Franciaországban, Somme megyében. Lakosainak száma 117 fő (2022. január 1.). Ponches-Estruval Dominois, Douriez, Tortefontaine, Dompierre-sur-Authie, Ligescourt és Vironchaux községekkel határos.

## Népesség
A település népességének változása:
| Lakosok száma | 114  | 111  | 109  | 101  | 100  | 98   | 98   | 108  | 117  |
|               | 2013 | 2015 | 2016 | 2017 | 2018 | 2019 | 2020 | 2021 | 2022 |